# Primer gobierno de Jovan Plamenac
El primer ministro Evgenije Popović es sustituido por Jovan Plamenac, que fue nombrado presidente por decreto del rey Nicolás el 4 (17) de febrero de 1919. Además de Plamenac, el gobierno de aquella época estaba formado por los ministros: Pero Vučković, Milutin Vučinić, Milo Vujović y Pero Šoć. A finales de 1920 y principios de 1921, la posición internacional de este gobierno se deterioró. Los gobiernos de Francia, Gran Bretaña y Estados Unidos rompieron relaciones con el gobierno montenegrino y en marzo de 1921 murió el rey Nicolás.

## Miembros del gobierno
| Función                                       | La pintura    | Apellidos       | Los detalles                                      |
| --------------------------------------------- | ------------- | --------------- | ------------------------------------------------- |
| Presidente del Consejo de Ministros           |               | Jovan Plamenac  |                                                   |
| Ministro de Relaciones Exteriores             |               | Jovan Plamenac  |                                                   |
| Ministro del Interior                         | representante | Jovan Plamenac  |                                                   |
| Ministro de Educación y Asuntos Eclesiásticos |               | Pero Vucković   | Hasta el 16(29) de diciembre de 1919.             |
| Ministro de Educación y Asuntos Eclesiásticos |               | Pero Đ. Šoć     | Representante Desde 16 (29) de diciembre de 1919. |
| Ministro de Guerra                            |               | Milutin Vučinić |                                                   |
| Ministro de Hacienda y Construcción           |               | Milo Vujović    |                                                   |
| Ministro de Justicia                          |               | Pero Đ. Šoć     |                                                   |